# Forest Hill (Australia)
Forest Hill – miasto w Australii, w stanie Queensland.